# Дидона
 Тази статия е за древногръцкия митологичен персонаж.  За картагенския аналог вижте Танит.  
Дидона (на латински: Dido), наричана и Елиса, е персонаж от древноримската митология, присъстващ и в множество класически творби. Най-ранна разработка на най-известния свързан с нея сюжет - за любовта между Дидона и Еней, принц от Троя, Мала Азия и бежанец, след края на Троянската война, считан за родоначалник на царете на Алба Лонга, а оттам и за далечен предшественик на Ромул и Рем, основателите на Рим - е в поемата „Енеида“ на Вергилий (I век пр.н.е.). Връзката помежду им се оказва пагубна за Елиса - накрая тя се самоубива, разочарована от Еней или от себе си.
Дидона е представяна, като основателка на древния град Картаген в Северна Африка и като негова царица. Вероятно правомощията й са били близки до тези на суфетите и фактически е била собственица или управителка на робовладелско имение и прилежащите му укрепления, станали основа на цитаделата на града. Историческият Картаген е основан през IX век пр.н.е., като колония на финикийския град Тир (по Източното Средиземноморие).

## Пътешествията за Дидона
Дидона и сестра й Анна са дъщери на финикийски цар на Тир, на име Муто, наричан и Бел, и сестри на неговия наследник, известен като Пигмалион. 
Дидона е женена за жрец на Мелкарт (отъждествяван с Херкулес), наричан Акербас/Ацерба, а също и Сихей. Той е убит от Пигмалион, с цел да го ограби, но Елиса успява да запази най-ценните му притежания и да отплува с тях от Финикия. След смъртта на мъжа си и придружена от Анна, тя бяга първо на остров Кипър, а след това в района, станал по-късно известен като Магреб в Северна Африка (в страната Либия). Отнася със себе си много съкровища и води голяма група хора, включително - преселници от Кипър, както и множество тамошни момичета, пленени от войниците й (сходно с легендата за похищението на сабинянките). В Либия, тя купува от берберския цар Ярба земя. В разказа за това е вплетен фолклорният мотив за придобиване на собственост за сметка на земевладелец-скъперник, чрез един вид негово надхитряване от страна на герой-аутсайдер. Според условията на сделката, Елиса получава правото на толкова земя, колкото заеме една волска кожа, но проявява съобразителност и нарязва кожата на тънки ивици, с които огражда обширно пространство. В други варианти Ярба й предоставя няколко сгради срещу благоразположението й. 

По-нататък в митовете, засягащи съдбата й, Ярба изиграва ролята, на нещастно влюбен в нея човек. В различните версии нейното отношение към царя се различава - тя е представяна, както като негова съпруга (или годеница/наложница), станала такава повече или по-малко доброволно, така и като неуспешно ухажвана и грубо, но безуспешно преследвана от него. 

## Смъртта на Дидона
Има няколко версии за смъртта ѝ. Според една от тях, Елиса остава вярна на загиналия си мъж Акерба и отначало отказва да сподели ложето на Ярба, но когато той проявява настоятелност, тя като че ли скланя, но го придумва да я изчака да изрази по подходящ начин траура си. Прави го, като запалва клада и се хвърля в нея. След като тя умира по този начин, царят или превзема имота й и дори разрушава крепостта й Бирса или се самоубива на свой ред. Анна, сестрата на Дидона е описвана в тези легенди, като нейна помощница в самоизгарянето й, а също и като непрежалила загубата й и последвала примера й. Също така има и версия на историята, според която Анна е жената, която слага край на живота си, отчаяна от отношението на Еней към нея. 
В друг вариант на историята Дидона споделя любовта на Ярба, докато не среща Еней (в това са замесени богините Афродита/Венера и Юнона/Хера, които гледат да го задържат далеч от Италия, докато Зевс/Юпитер и Хермес/Меркурий се борят за обратното). Тогава Елиса се влюбва в троянеца, а либиеца - отхвърля. Еней е съблазнен от нея и дори - когато заедно нощуват в една пещера, в която са се приютили по време на буря - се люби с нея, но скоро се разкайва за постъпката си и решава да замине, с което предопределя съдбата й. Според една от версиите на историята Дидона се самоубива  след като му изневерява. Според друга Еней е възпрепятстван от нея да отпътува и пак размисля, готов завинаги да остане с царицата, но Хермес му напомня за дълга му да постави началото на "новата Троя" и му предава заповедта на Зевс да тръгва вече. Ярба му помага да се отърве от пречките и той потегля. Дидона не понася раздялата с любимия си и се самоубива (наръгвайки се над клада, на която гори оставените й за спомен от него различни предмети), но и проклина потомството му да воюва с нейното (и съответно - "произлезлите" от хората им жители/поданици на Рим и Картаген, т.е. приписва й се пророчество за Пуническите войни).

## Изобразяване
Дидона е спомената и от Данте Алигиери в „Рай“ от „Божествена комедия“.
Съдбата на Дидона и отношенията ѝ с Еней са сюжети за картини на Рубенс, поема на Г. Сакс, опери на Пърсел, Скарлати и Хайдн.